# Katholische Volkspartei (Polen)
Die Katholische Volkspartei (KVP) war eine Partei der deutschen Minderheit in der Zweiten Polnischen Republik 1921 bis 1939. 1927 wurde der Parteiname in Deutsche Katholische Volkspartei (DKV) und am 27. August 1933 in Christliche Deutsche Volkspartei (CDV) geändert.
Die KVP wurde am 27. Dezember 1921 als Nachfolgerin des Zentrums gegründet. Sie vertrat bürgerliche und konservative Positionen der Mitte. Als Parteiorgan gab sie den „Oberschlesischen Kurier“ heraus. Vorsitzender war 1921 bis 1927 Thomas Szczeponik und 1927 bis 1938 Eduard Pant. Die Partei löste sich 1939 auf.

## Nationale Wahlen
Zu den Wahlen zum Sejm und Senat trat die Deutsche Partei 1922 und 1928 auf einer gemeinsamen Liste des Blocks der Nationalen Minderheiten (BNM) an. 1922 konnte die Partei 3 Sejm-Abgeordnete und einen Senator stellen. 1928 waren es ebenfalls 3 Sejm-Abgeordnete und ein Senator. 1930 trat die DP im Rahmen des Deutschen Wahlblocks an und erhielt zwei Sitze im Sejm und einen im Senat.
| Wahlperiode      | Abgeordneter       | Kammer | Anmerkung                                                         |
| ---------------- | ------------------ | ------ | ----------------------------------------------------------------- |
| I. Wahlperiode   | Eugen Franz        | Sejm   |                                                                   |
| I. Wahlperiode   | Otto Krajczyrski   | Sejm   |                                                                   |
| I. Wahlperiode   | Karl Wlodasch      | Sejm   |                                                                   |
| I. Wahlperiode   | Thomas Szczeponik  | Senat  | am 30. Januar 1927 verstorben. Nachrücker war Artur Gabrisch (DP) |
| II. Wahlperiode  | Eugen Franz        | Sejm   |                                                                   |
| II. Wahlperiode  | Bernhard Jankowski | Sejm   |                                                                   |
| II. Wahlperiode  | Hugo Nowak         | Sejm   |                                                                   |
| II. Wahlperiode  | Eduard Pant        | Senat  |                                                                   |
| III. Wahlperiode | Eugen Franz        | Sejm   |                                                                   |
| III. Wahlperiode | Bernhard Jankowski | Sejm   |                                                                   |
| III. Wahlperiode | Eduard Pant        | Senat  |                                                                   |

## Schlesische Wahlen
Bei den Wahlen zum Schlesischen Sejm trat die KVP gemeinsam mit der DP im Deutschen Wahlblock an.
| Wahlperiode                    | Stimmen | Prozent | Mandate | Davon KVP |
| ------------------------------ | ------- | ------- | ------- | --------- |
| I. Wahlperiode 1922            | 83.750  | 21,6 %  | 12      | 6         |
| II. Wahlperiode Mai 1930       | 180.246 | 30 %    | 15      | 10        |
| III. Wahlperiode November 1930 | 72.900  | 13,4 %  | 7       | 5(*)      |

(*) Die Liste des Deutschen Wahlblocks im Wahlkreis 1 wurde bei diesen Wahlen gestrichen.
| Wahlperiode      | Abgeordneter       | Anmerkung                         |
| ---------------- | ------------------ | --------------------------------- |
| I. Wahlperiode   | Wilhelm Goldmann   |                                   |
| I. Wahlperiode   | Bernhard Jankowski |                                   |
| I. Wahlperiode   | Alfons Kaczmarcyzk |                                   |
| I. Wahlperiode   | Leopold Michatz    | 21. November 1922 Mandatsverzicht |
| I. Wahlperiode   | Franz Schoppa      | ab 21. November 1922              |
| I. Wahlperiode   | Eduard Pant        |                                   |
| I. Wahlperiode   | Thomas Szczeponik  | 30. Januar 1927 verstorben        |
| I. Wahlperiode   | Konrad Kunsdorf    | ab 30. Januar 1927                |
| II. Wahlperiode  | Andreas Dudek      |                                   |
| II. Wahlperiode  | Richard Frank      |                                   |
| II. Wahlperiode  | Wilhelm Goldmann   |                                   |
| II. Wahlperiode  | Albert Jurga       |                                   |
| II. Wahlperiode  | Johann Kompalla    |                                   |
| II. Wahlperiode  | Konrad Kunsdorf    |                                   |
| II. Wahlperiode  | Otto Ochmann       |                                   |
| II. Wahlperiode  | Eduard Pant        |                                   |
| II. Wahlperiode  | Alfred Rojek       |                                   |
| II. Wahlperiode  | Johannes Schmiegel |                                   |
| III. Wahlperiode | Richard Frank      |                                   |
| III. Wahlperiode | Otto Ochmann       |                                   |
| III. Wahlperiode | Eduard Pant        |                                   |
| III. Wahlperiode | Konrad Kunsdorf    |                                   |
| III. Wahlperiode | Johannes Schmiegel |                                   |

Im Parlament gehörten die Abgeordneten der Katholischen Volkspartei zum Deutschen Klub.